# Jurga Ivanauskaitė
Jurga Ivanauskaitė (ur. 14 listopada 1961 w Wilnie, zm. 17 lutego 2007 tamże) – litewska pisarka, poetka i malarka. Laureatka litewskiej Narodowej Nagrody Kultury i Sztuki.
Urodziła się w Wilnie, w ówczesnej Litewskiej Socjalistycznej Republice Radzieckiej (ZSRR). Podczas studiów na Wileńskiej Akademii Sztuk Pięknych napisała swoją pierwszą książkę Pakalnučių metai (Rok konwalii), opublikowaną w 1985. W późniejszych latach wydała sześć powieści, książkę dla dzieci i zbiór esejów. Jej dzieła zostały przetłumaczone na kilka języków, w tym angielski, łotewski, polski, rosyjski, niemiecki i szwedzki.
W 2005 została laureatką litewskiej Narodowej Nagrody Kultury i Sztuki.
Po wizycie na Dalekim Wschodzie została aktywną członkinią Międzynarodowego Ruchu Niepodległości Tybetu.
Jej śmierć spowodował późno rozpoznany mięsak tkanek miękkich. Zmarła w Wilnie w wieku czterdziestu pięciu lat. Została pochowana na Cmentarzu na Antokolu.

## Dzieła przetłumaczone na język angielski
- Two Stories About Suicide (opowiadanie) przetłumaczone z litewskiego przez Laimę Sruoginis
- The Day that Never Happened (opowiadanie), Wilno (1997)
- Gone with the Dreams (fragment powieści), Wilno (2002)
- 108 Moons The Selected Poems of Jurga Ivanauskaitė (wiersze) przetłumaczone z litewskiego przez Paula Perry'ego i Rutę Suchodolskytė, Dublin (2010)